# هنریک تروبیکی
هنریک تروبیکی (به لهستانی: Henryk Trębicki) (زادهٔ ۲۲ اکتبر ۱۹۴۰ میلادی – درگذشتهٔ ۸ ژوئن ۱۹۹۶ میلادی) وزنه‌بردار اهل لهستان بود. وی در بازی‌های المپیک تابستانی ۱۹۶۴، ۱۹۶۸ و ۱۹۷۲ شرکت کرد؛ تروبیکی در المپیک ۱۹۶۸ موفق به کسب مدال برنز شد و در المپیک ۱۹۶۴ و ۱۹۷۲ به جایگاه چهارمی دست یافت؛ و در مسابقات جهانی ۱۹۷۱ به مدال نقره و در مسابقات قهرمانی اروپا در سال ۱۹۶۵ به مدال برنز دست یافت.

## استفاده از دوپینگ
تروبیکی در مسابقات قهرمانی جهانی ۱۹۷۰ شرکت کرد و به مدال برنز دست یافت؛ اما پس از اعلام تست مثبت دوپینگ، رد صلاحیت شد و مدال برنز و جایگاه سومی مسابقات از وی گرفته شد.